# نورث پورت (فلوریدا)
نورث پورت (به انگلیسی: North Port) شهری در شهرستان ساراسوتا ایالت فلوریدا است که در سال ۱۹۵۹ بنیان‌گذاری شده‌است. این شهر طبق سرشماری سال ۲۰۱۰ میلادی، ۵۷٬۳۵۷ نفر جمعیت داشته و مساحت آن نیز ۱۹۵٫۷ کیلومتر مربع است.